# Louis Aboudaram
Haïm Émile Aboudaram dit Louis Aboudaram, né le 31 juillet 1893 à Marseille et mort le 5 mai 1946 dans le 16e  arrondissement de Paris, est un banquier français et président de conseil d'administration de plusieurs sociétés dont la « société des grands établissements du Touquet-Paris-Plage ».

## Biographie

### Enfance
Haïm Émile Aboudaram dit « Louis » Aboudaram naît le 31 juillet 1893 à Marseille du mariage d'Abraham Aboudaram, employé de commerce à la naissance de son fils et président du conseil d'administration de la Banque régionale du Midi à sa mort, à Beaulieu-sur-Mer en 1927, et de Meriem Garson. Il a une sœur, Simha Andrée (1897-?), et deux frères, Mardochée Marc (1895-1981), banquier à Paris et Léon André (1903-?).

### Famille
Louis Aboudaram épouse, en premières noces, Zulma Antoinette Augusta Fontaine (1887-1972), fille du couple belge François Joseph Fontaine, directeur d'usine, et d'Élise Carlier, le 14 août 1920 dans le 17e arrondissement de Paris, dont il divorce le 27 mars 1928, puis il épouse en secondes noces Juliette Marie Hyacinthe Le Laurain le 28 juillet 1928 à La Ciotat, dont il divorce, et il épouse, en troisièmes noces, Germaine Martha Claire Louise Leforgeais.
De son premier mariage sont nés deux enfants, dont un garçon, Roger Albert, né en 1916,.
Louis aboudaram participe à la Première Guerre mondiale, il en sort avec le grade de sergent.
Sa première épouse, Zulma Antoinette Augusta Fontaine, la mère de ses deux enfants, est la sœur de Léa Fontaine, née à Baudour, Saint-Ghislain, Belgique (comme sa mère), épouse de Félix Desbats, manufacturier en bijoux et pierres précieuses, membre de la Société académique du Touquet-Paris-Plage et responsable du traçage des voies de Quentovic.

### Carrière professionnelle
En 1923, Louis Aboudaram est administrateur de la « Corporation minière du Mexique ».
En 1924, lors de la création de la « Compagnie immobilière Franco-Oranaise » dont le siège est à Paris, 43, rue de la Chaussée-d'Antin, au capital de 1,5 million de francs en actions, il a été créé 5 000 parts, de fondateurs, remises à M. Émile, dit Louis Aboudaram, banquier. Il en est, avec son père, Abraham, et avec son frère Marc, banquier à Marseille, entre autres, l'un des administrateurs.
Le 29 janvier 1925, dissolution de la « société Louis Aboudaram et Cie » sise au 3, rue Port-Mahon.
Il est président des conseils d'administration de la banque commerciale immobilière.

### Son histoire au Touquet-Paris-Plage
Louis Aboudaram est président du conseil d'administration de la « société des grands établissements du Touquet-Paris-Plage ».
En 1924, Louis Aboudaram, président de la « Société des grands établissements », constitue, en l'étude de Maître Proniez, notaire à Étaples, une société dite « Compagnie immobilière du Touquet-Paris-Plage » afin de prendre la suite de la société « Foncière immobilière de Paris-Plage » et de compléter les 187 000 mètres carrés du lotissement Ridoux. Deux voies d'accès vers la Canche seront construites, sous la responsabilité de Félix Desbats, et la direction d'Alphonse Dufossé, la première consiste à prolonger la digue Ridoux sur une longueur supplémentaire de 600 mètres et la seconde, parallèle à la première, appelée avenue Jean-Bart. Ces deux voies sont reliées par sept avenues transversales auxquelles il est donné les noms d'amiraux qu'avait choisis autrefois le créateur du lotissement, l'architecte Paul Ridoux. Par la suite, d'autres avenues sont tracées, pour une longueur totale de 5 200 mètres. Le 29 janvier 1930, est enregistré à Étaples par deux notaires, Maîtres Véron et Proniez, un acte par lequel la « Compagnie immobilière du Touquet-Paris-Plage » cède à la ville du Touquet-Paris-Plage, toutes les rues, avenues ainsi qu'un terrain à usage futur de place publique ou de jardin, situé en bordure de l'avenue Jean-Bart, le tout, d'une superficie de 7,30 hectares, pour la somme d'un franc.
À la fin des années 1920, il est directeur de l'hôtel Westminster.
En 1927, il répond à l'appel de la presse pour la souscription en faveur des gueules cassées en faisant un don de 10 000 francs, dans le cadre de la « société des grands établissements du Touquet-Paris-Plage ».
En mars 1936, il fait partie du comité chargé de la création de l’aérodrome du Touquet-Paris-Plage.
Il est très actif à la « société des courses du Touquet-Paris-Plage » comme en cette journée du trotting du 17 mai 1937 où on le voit, avec son épouse, côtoyer des notables de la ville et de la région comme le maire, le docteur Jules Pouget, Édouard Champion, Marcel Guyot-Laligant, le comte de Rocquigny, le Camus de Wailly, Marc Aboudaram, son frère, ainsi que des personnalités internationales comme S.A. le prince Amarjit de Kapurthala et la princesse.
De 1932 à 1938, il est administrateur de la « Société du Tramway d'Étaples à Paris-Plage ».

Il est l'artisan du renouveau du polo, avec la venue, en 1937, des quatre plus fameux régiments de cavalerie anglaise pour leurs rencontres avec d'excellentes équipes françaises. Louis Aboudaram, à qui revient le mérite d'avoir donné une nouvelle impulsion à la saison de polo, a constaté : 

« Le Touquet-Paris-Plage était déjà au premier rang sur le continent pour le golf. Il convenait qu'il le devînt aussi pour le polo. Tel a été notre but ; je suis heureux qu'il ait pu être réalisé du premier coup. »

On le voit en photo, avec son épouse, entouré de deux équipes de polo lors des rencontres internationales d'août 1937 au Touquet-Paris-Plage.
Le 31 janvier 1940, il est domicilié à la villa L'Heure Espagnole, avenue du Paradis-Thérèse au Touquet-Paris-Plage.

### Mort
Louis Aboudaram meurt le 5 mai 1946, à l'âge de 52 ans, dans le 16e arrondissement de Paris, en son domicile, au 8, rue Édouard-Fournier.

## Hommage

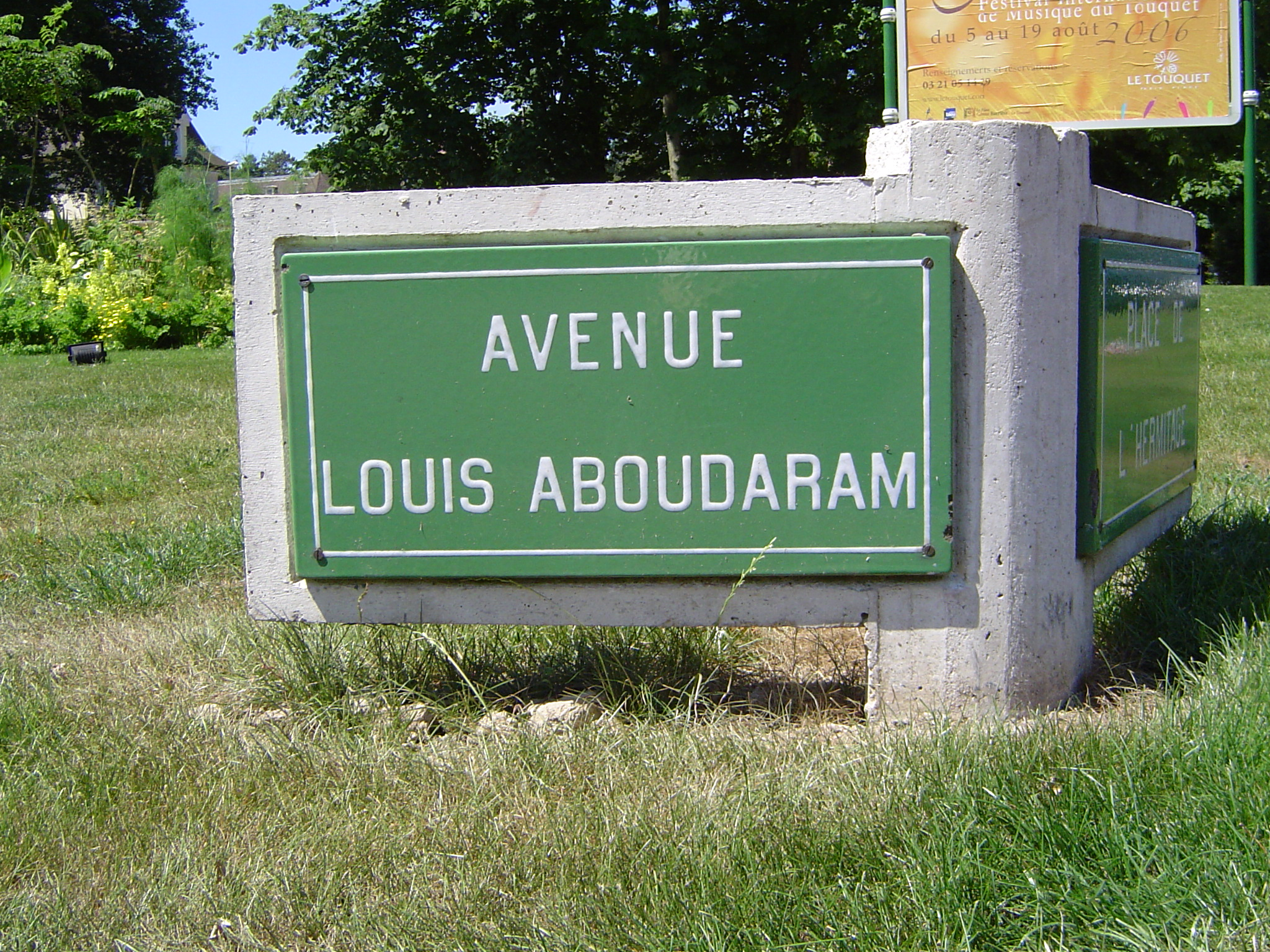

La ville du Touquet-Paris-Plage lui rend hommage en donnant son nom à une avenue, l'avenue Louis-Aboudaram, qui rejoint  la place de l'Hermitage.

## Distinctions
- Croix de guerre 1914–1918, étoile d'argent. Louis Aboudaram est décoré de la croix de guerre 1914-1918 avec étoile d'argent[11].

- Chevalier de la Légion d'honneur. En 1938, dans le cadre de la promotion, au titre du ministère du commerce pour l'Exposition universelle de 1937, il est nommé chevalier dans l'ordre national de la Légion d'honneur, en récompense de services rendus à la cause du tourisme en France par décret du 31 octobre 1938[25],[26].